# Edoardo Ponti
Edoardo Ponti (Ginebra, 6 de enero de 1973) es un director y guionista italiano. Es hijo del director Carlo Ponti y la actriz Sophia Loren.

## Biografía
Nacido en Ginebra (Suiza), es el segundo hijo de Sophia Loren y Carlo Ponti. Estudió en el Aiglon College y se graduó en artes en la Universidad del Sur de California. Está casado con Sasha Alexander, con la que ha tenido dos hijos. 
Aunque se dedica a la industria del cine desde finales de los años 90, su mayor éxito ha sido la producción La vida por delante (La vita davanti a sé) para la plataforma NETFLIX, con la participación estelar de Sophia Loren a sus 86 años. El largometraje mereció dos nominaciones a los Globos de Oro, haciéndose con el galardón por la mejor canción original, interpretada por Laura Pausini

## Filmografía
- 1998 : Liv (corto)
- 2002 : Between Strangers
- 2010 : Coming & Going
- 2010 : Away we stay (corto)
- 2012 : Il Turno di notte lo fanno le stelle (corto)
- 2014 : Voce umana (corto)
- 2020 : La vita davanti a sé